# Kilton with Lilstock

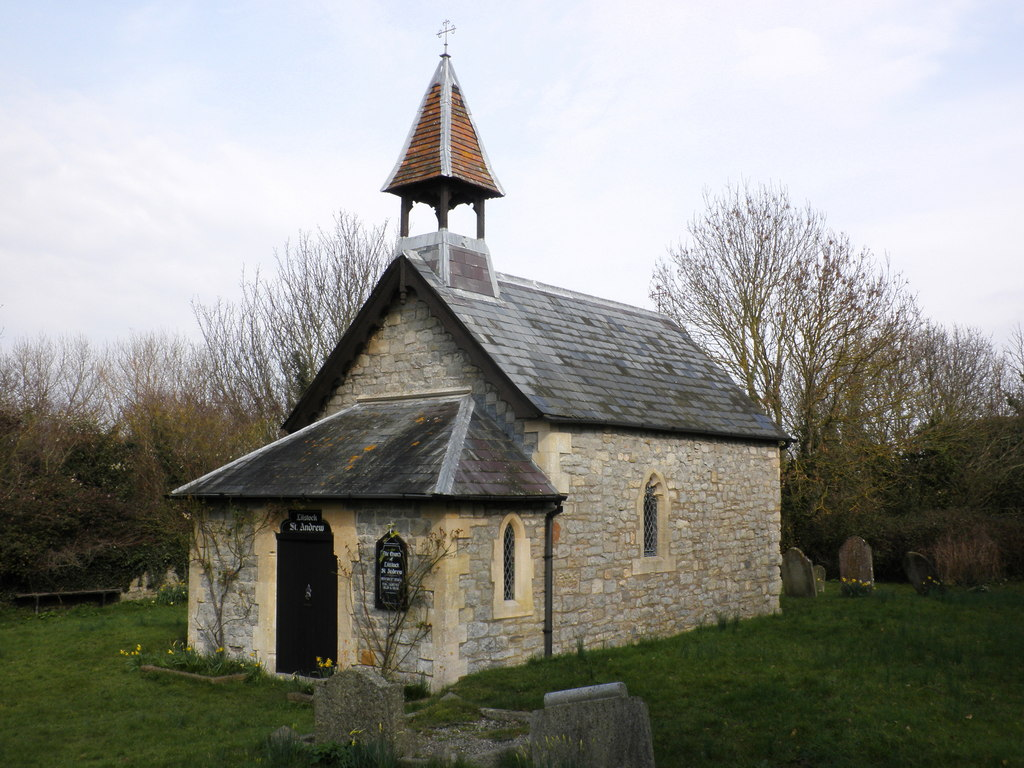
Lilstock

Kilton with Lilstock var en civil parish från 1866 till 1933 då den blev en del av Stringston, i grevskapet Somerset, i England. Civil parish var belägen 20 km från Taunton och hade 64 invånare år 1931.